# Jan Chryzostom Krasiński
Jan Chryzostom Krasiński herbu Ślepowron (ur. 26 stycznia 1695 roku, zm. 25 marca 1757 roku we Fromborku) – sufragan chełmski, archidiakon kapituły płockiej, kanonik włocławski, prepozyt i kanonik warmiński, biskup tytularny Loryma, proboszcz w Płocku.
Prawnuk Ludwika. Był jałmużnikiem na dworze Marii Leszczyńskiej we Francji, został tam opatem Świętego Eligiusza od 1741. Po przyjeździe do Polski biskup pomocniczy chełmski od 1748. Był też kanonikiem płockim, kujawskim i warmińskim.